# Baie Sainte-Marguerite
La baie Sainte-Marguerite est un plan d'eau situé sur la rivière Saguenay, au confluent de la Sainte-Marguerite, dans la municipalité de Sacré-Cœur, dans la municipalité régionale de comté (MRC) La Haute-Côte-Nord, dans la région administrative de la Côte-Nord, au Québec, au Canada.

## Géographie

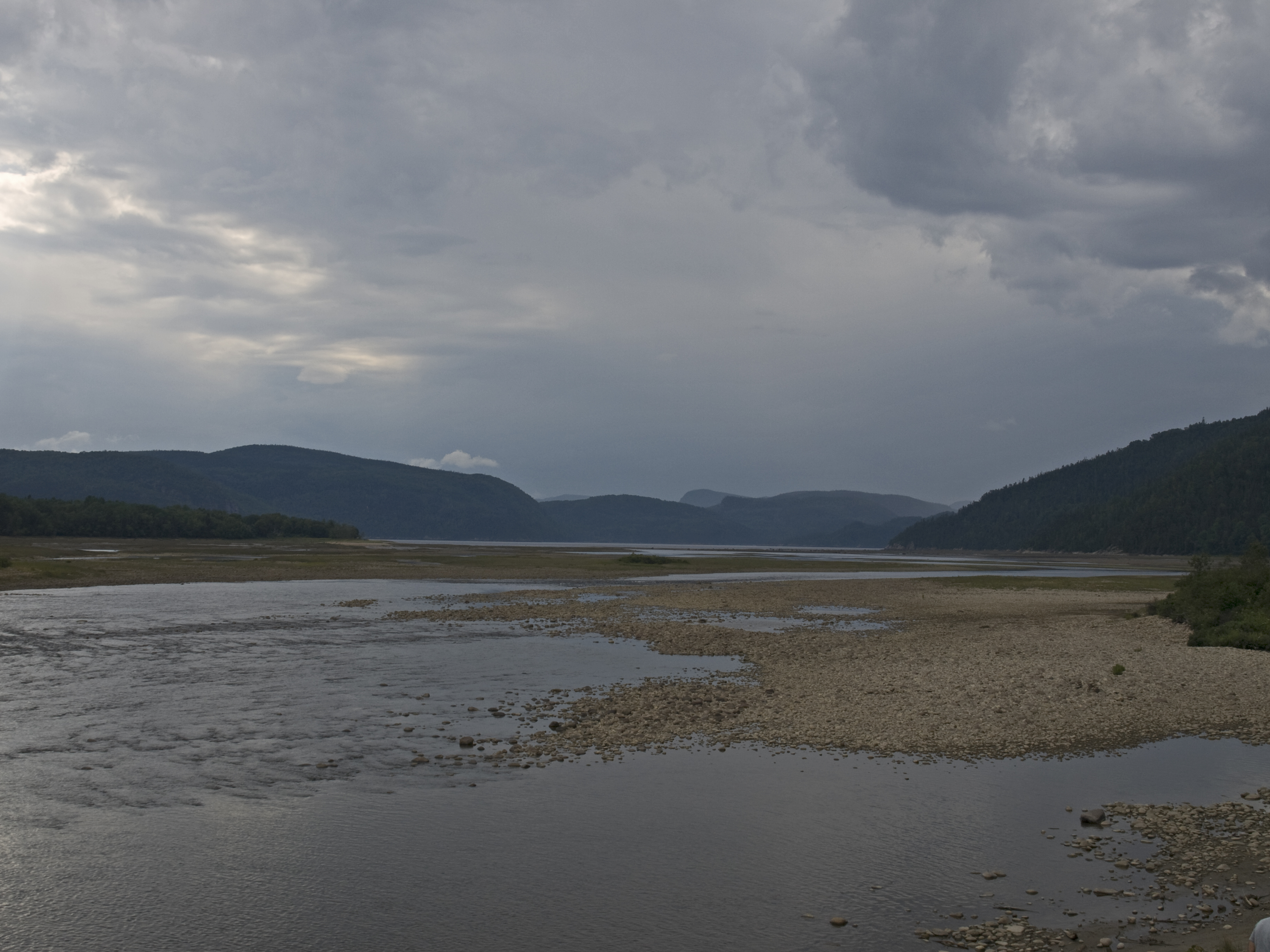
Baie Sainte-Marguerite

La baie Sainte-Marguerite est située sur la rive gauche de la rivière Saguenay, à 25 km (par la rivière) en amont du traversier de Tadoussac. Cette baie est située en face du cap de l'Anse au cheval (sur la rive sud de la rivière Saguenay).
D'une longueur de 2,7 km et d'une largeur de 1,3 km, la baie s'étend dans l'axe est-ouest. L'entrée de cette baie est située entre deux haut caps rocheux de 320 m de hauteur dont le cap Sainte-Marguerite (côté sud). Le secteur désigné "Bay Mill" est situé du côté sud-est de la baie.
La baie Sainte-Marguerite est caractérisée par des hauts-fonds caillouteux et sablonneux, qui apparaissent à la marée basse. Le lit de la rivière traverse ces hauts-fonds.

## Toponymie
L'explorateur Samuel de Champlain a été le premier a nommer officiellement cette rivière en 1603 lors d'un voyage exploratoire. La baie tire son nom de la rivière du même nom.
Le toponyme "baie Sainte-Marguerite" figure sur la carte du canton d'Albert, dressée peu après 1883.
Le toponyme "baie Sainte-Marguerite" a été officialisé le 5 décembre 1968, à la Banque des noms de lieux de la Commission de toponymie du Québec.

## Histoire
La colonisation autour de la baie Sainte-Marguerite a débuté en 1840. Une grande scierie a été construite à l'endroit désigné Bay Mill. L'économie de ce secteur s'est développée grâce à la foresterie, à l'agriculture, à la pêche et aux activités récréotouristiques.
Les eaux de la baie foisonnent de saumon et de truite. Cette baie s'avère une pouponnière pour la population de bélugas du fleuve Saint-Laurent.